# Konstantinos Genidounias
Konstantinos Genidounias (em grego:  Κωνσταντίνος Γενιδούνιας; Atenas, 3 de maio de 1993) é um jogador de polo aquático grego.

## Carreira
Genidounias foi medalhista de bronze no Campeonato Mundial de Cazã, em 2015. No ano seguinte integrou o elenco da Seleção Grega de Polo Aquático que ficou em sexto lugar nos Jogos Olímpicos do Rio de Janeiro.